# Habilitering (sjukvård)
Habilitering omfattar att optimera förutsättningarna för en person som fötts med en varaktig funktionsnedsättning eller utvecklat den under barndomen. Termen härstammar från samma latinska rot som habil och i denna mening betyder habilitera "att göra skicklig".

## Patientgrupper i Sverige
Habilitering som verksamhet innebär att erbjuda råd, stöd och behandling till barn, ungdomar och vuxna med funktionsnedsättning. Det är ett samlingsbegrepp för åtgärder som syftar till att skapa ett bra liv för en person som tillhör dessa patientgrupper:
- Intellektuell funktionsnedsättning (utvecklingsstörning)
- Rörelsenedsättning
- Autismspektrumtillstånd (AST)
- Förvärvad hjärnskada (acquired brain injury, ABI). Även personer med betydande, bestående begåvningsmässiga funktionsnedsättningar efter hjärnskada i vuxen ålder.[2]

Det kan handla om åtgärder för att underlätta, förbättra eller kompensera till exempel kommunikation och förflyttning. Insatserna kan fortsätta i vuxen ålder. 
Habilitering beskrivs i Sverige i Hälso- och sjukvårdslagen. Det definieras som verksamhet som kan fås av vissa personer med varaktiga funktionsnedsättningar utöver ordinarie sjukvård. De övergripande målen för habiliteringen är att bidra till att personen kan leva ett självständigt liv som fullvärdig samhällsmedborgare och att bidra till "autonomi och delaktighet".

## Yrkesgrupper
Yrkesgrupper som ofta förekommer inom habilitering är arbetsterapeut, dietist, habiliteringsassistent, kurator, logoped, läkare, psykolog, sjukgymnast, sjuksköterska och specialpedagog.
Tidigare fanns i Sverige en specialisering för psykologer benämnd handikappsykolog. För läkare är idag existerande motsvarande specialisering "Barn- och ungdomsneurologi med habilitering", vilket är en grenspecialitet till Barn- och ungdomsmedicin.